# Nhóm ngôn ngữ Biu-Mandara

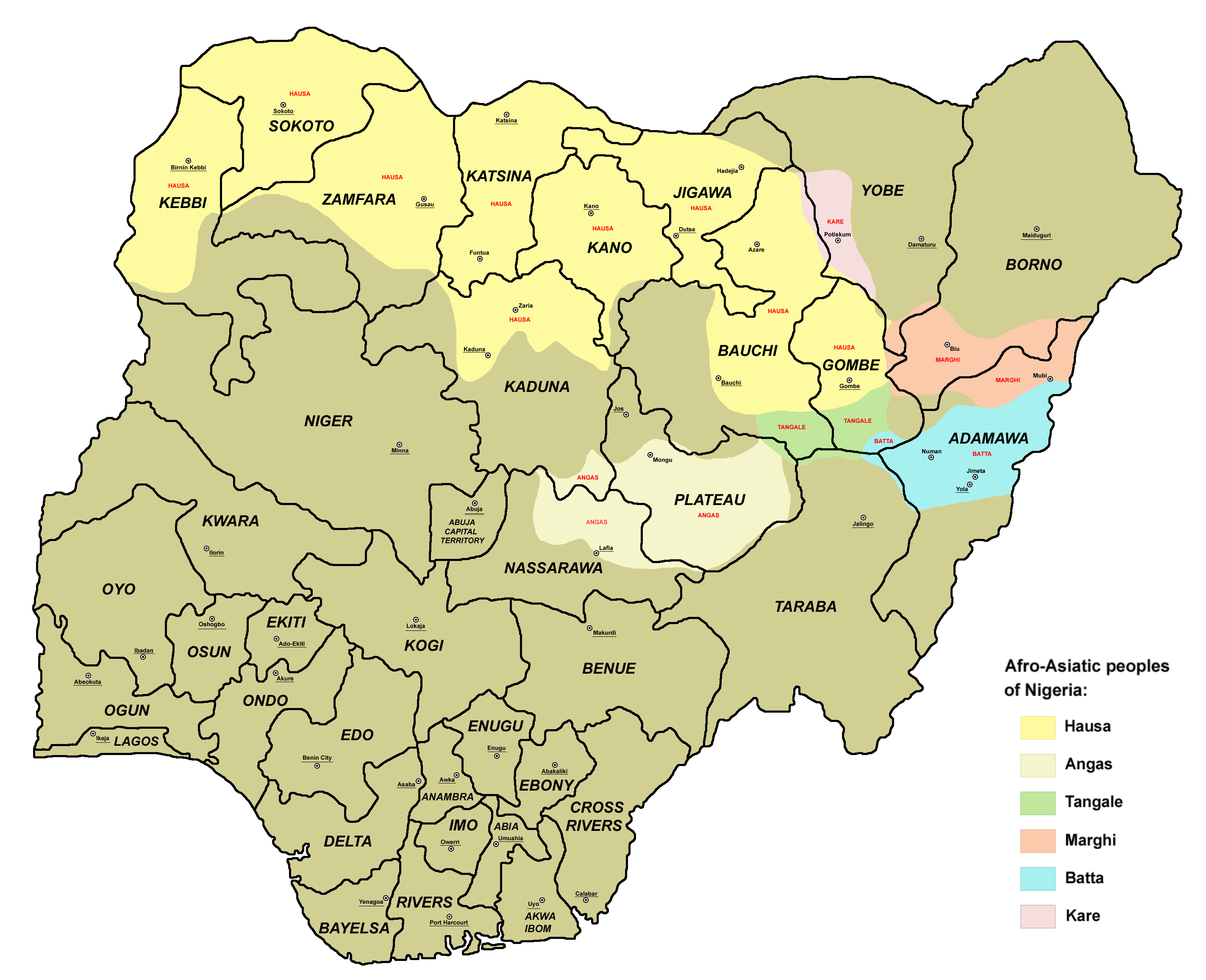
Những người nói ngôn ngữ TChad chính ở Nigeria.

Nhóm ngôn ngữ Biu-Mandara hoặc nhóm ngôn ngữ Tchad Trung là một nhóm ngôn ngữ trong ngữ hệ Phi-Á, được nói ở Nigeria, Tchad và Cameroon. Tiếng có đông người nói nhất là tiếng Kamwe, với 300.000 người.
Một bản phục dựng ngôn ngữ Tchad Trung nguyên thủy đã được Gravina (2014) đề xuất.